# Heinrich Behnke
Heinrich Behnke (9. říjen 1898, Hamburk, Německé císařství - 10. říjen 1979, Münster, Německo) byl německý matematik a rektor münsterské univerzity. Je známý především díky práci v oblasti komplexní analýzy. Patřil mezi studenty Ericha Heckeho.